# Isanthus capensis
Isanthus capensis is een zeeanemonensoort uit de familie Isanthidae.
Isanthus capensis is voor het eerst wetenschappelijk beschreven door Carlgren in 1938.